# Dirka po Španiji 1980
Dirka po Španiji 1980 (špansko Vuelta a España 1980) je 35. izvedba dirke po Španiji, tritedenske moške cestne kolesarske etapne dirke. Začela se je 22. aprila v La Mangi in končala 11. maja v Madridu. Sodelovalo je 110 kolesarjev iz 11-ih ekip. Rumeno majico je prvič osvojil Faustino Rupérez (Zor–Vereco), drugo mesto Pedro Torres (Kelme–Gios), tretje pa Claude Criquielion (Splendor). Modro in rdečo majico je osvojil Sean Kelly (Splendor), zeleno majico pa Juan Fernández (Zor–Vereco).

## Ekipe
- Colchón CR
- Flavia-Gios
- HB Alarmsystemen
- Henninger-Aquila Rossa
- Kelme–Gios
- Manzaneque-Alan
- Reynolds
- San Giacomo-Benotto
- Splendor
- Teka
- Zor–Vereco

## Etape
| Etapa | Datum      | Štart/Cilj                               | Razdalja | Tip     | Tip                  | Zmagovalec                     |
| ----- | ---------- | ---------------------------------------- | -------- | ------- | -------------------- | ------------------------------ |
| P     | 22 . april | La Manga – La Manga                      | 10 km    |         | posamični kronometer | Roberto Visentini (ITA)        |
| 1     | 23 . april | La Manga – Benidorm                      | 155 km   |         |                      | Sean Kelly (IRL)               |
| 2     | 24 . april | Benidorm – Cullera                       | 170 km   |         |                      | Sean Kelly (IRL)               |
| 3     | 25 . april | Cullera – Vinaròs                        | 207 km   |         |                      | Giuseppe Martinelli (ITA)      |
| 4     | 26 . april | Vinaròs – Sant Quirze del Vallès         | 214 km   |         |                      | Klaus-Peter Thaler (FRG)       |
| 5     | 27 . april | Sant Quirze del Vallès – La Seu d'Urgell | 200 km   |         |                      | Faustino Rupérez (ESP)         |
| 6     | 28 . april | La Seu d'Urgell – Viella                 | 131 km   |         |                      | Enrique Martínez Heredia (ESP) |
| 7     | 29 . april | Viella – Jaca                            | 216 km   |         |                      | Faustino Rupérez (ESP)         |
| 8     | 30 . april | Monastery of Leyre – Logroño             | 160 km   |         |                      | Eulalio García (ESP)           |
| 9     | 1. maj     | Logroño – Burgos                         | 138 km   |         |                      | Jos Lammertink (NED)           |
| 10    | 2. maj     | Burgos – Santander                       | 178 km   |         |                      | Paul Jesson (NZL)              |
| 11    | 3. maj     | Santander – Gijón                        | 219 km   |         |                      | Jesús López Carril (ESP)       |
| 12    | 4. maj     | Santiago de Compostela – Pontevedra      | 133 km   |         |                      | Etienne De Wilde (BEL)         |
| 13    | 5. maj     | Pontevedra – Vigo                        | 195 km   |         |                      | Rolf Haller (FRG)              |
| 14    | 6. maj     | Vigo – Ourense                           | 156 km   |         |                      | Sean Kelly (IRL)               |
| 15    | 7. maj     | Ourense – Ponferrada                     | 164 km   |         |                      | Francisco Elorriaga (ESP)      |
| 16a   | 8. maj     | Ponferrada – León                        | 131 km   |         |                      | Dominique Arnaud (FRA)         |
| 16b   | 8. maj     | León – León                              | 22,8 km  |         | posamični kronometer | Roberto Visentini (ITA)        |
| 17    | 9. maj     | León – Valladolid                        | 138 km   |         |                      | Sean Kelly (IRL)               |
| 18    | 10. maj    | Valladolid – Los Ángeles de San Rafael   | 197 km   |         |                      | Manuel Esparza (ESP)           |
| 19    | 11. maj    | Madrid – Madrid                          | 84 km    |         |                      | Sean Kelly (IRL)               |
|       | Skupaj     | Skupaj                                   | 3225 km  | 3225 km | 3225 km              | 3225 km                        |

## Končna razvrstitev
| Legenda | Legenda                                    | Legenda | Legenda                          |
| ------- | ------------------------------------------ | ------- | -------------------------------- |
|         | Predstavlja vodilnega v skupnem seštevku   |         | Predstavlja vodilnega po točkah  |
|         | Predstavlja vodilnega v gorski razvrstitvi |         | Predstavlja vodilnega v šprintih |

### Rumena majica
| Poz. | Kolesar                 | Ekipa                  | Čas         |
| ---- | ----------------------- | ---------------------- | ----------- |
| 1    | Faustino Rupérez        | Zor–Vereco             | 88h 23' 21" |
| 2    | Pedro Torres            | Kelme–Gios             | + 2' 15"    |
| 3    | Claude Criquielion      | Splendor               | + 3' 00"    |
| 4    | Sean Kelly              | Splendor               | + 3' 31"    |
| 5    | Marino Lejarreta        | Teka                   | + 4' 32"    |
| 6    | Guido Van Calster       | Splendor               | + 4' 44"    |
| 7    | Johan De Muynck         | Splendor               | + 4' 58"    |
| 8    | Francisco Galdós        | Kelme–Gios             | + 5' 00"    |
| 9    | Miguel María Lasa       | Zor–Vereco             | + 5' 25"    |
| 10   | Vicente Belda           | Kelme–Gios             | + 6' 41"    |
| 11   | Manuel Esparza Sanz     | Teka                   |             |
| 12   | Faustino Fernandez      | Henninger-Aquila Rossa |             |
| 13   | Jos Borguet             | Splendor               |             |
| 14   | Bernard Thévenet        | Teka                   |             |
| 15   | Roberto Visentini       | San Giacomo-Benotto    |             |
| 16   | Juan Fernández Martín   | Zor–Vereco             |             |
| 17   | Ángel Arroyo            | Zor–Vereco             |             |
| 18   | Pedro Vilardebo         | Flavia-Gios            |             |
| 19   | Francisco Codony        | Manzaneque-Alan        |             |
| 20   | Antonio Gonzalez        | Colchón CR             |             |
| 21   | José-Luis Laguia        | Reynolds               |             |
| 22   | José Enrique Cima       | Henninger-Aquila Rossa |             |
| 23   | Ricardo Zuniga Xarrasco | Manzaneque-Alan        |             |
| 24   | Juan Pujol Pages        | Kelme–Gios             |             |
| 25   | Peter Zijerveld         | HB Alarmsystemen       |             |